# Mora Diphlu
Le Mora Diphlu est une rivière d'Inde et un affluent du Diphlu donc un sous-affluent du fleuve Brahmapoutre.

## Géographie
Le Mora Diphlu prend sa source dans les collines du District de Karbi Anglong et traverse le Parc national de Kaziranga.